# Karl von Martens
Karl von Martens est un diplomate et écrivain allemand, né à Dolo en 1790. Il est le neveu de Georg Friedrich von Martens.

## Biographie
Il suit la carrière que son oncle a illustrée et devient un des plus remarquables diplomates de ce siècle. Entré du bonne heure au service de la Prusse, Karl von Martens se forme rapidement auprès des hommes d’État de ce pays. Il est chargé de plusieurs missions auprès de diverses cours étrangères, et se fait une réputation que ses ouvrages devaient confirmer. 

## Œuvres
Cet écrivain a donné, entre autres publications en français : Précis du droit des gens moderne de l’Europe (Gœttingue, 1821, in-8°) ; Manuel diplomatique ou Précis des droits et des fonctions des agents diplomatiques, suivi d’un Recueil d’actes et d’offices pour servir de guide aux personnes qui se destinent à la carrière politique (Paris, 1822, in-8°) ; Annuaire diplomatique (Paris, 1823-1825, 3 vol. in-18) ; Causes célèbres du droit des gens (Leipzig, 1827 et suiv.) ; Nouvelles causes célèbres (Leipzig, 1843, 3 vol.) ; Recueil manuel de traités, conventions et autres actes diplomatiques depuis 1760 (Leipzig 1846-1849, 5 vol. in-8°), avec M. de Cussy.

## Source
« Karl von Martens », dans Pierre Larousse, Grand dictionnaire universel du XIXe siècle, Paris, Administration du grand dictionnaire universel, 15 vol., 1863-1890 [détail des éditions].